# Lestodiplosis veronicae
Lestodiplosis veronicae är en tvåvingeart som beskrevs av Fedotova 2004. Lestodiplosis veronicae ingår i släktet Lestodiplosis och familjen gallmyggor. Inga underarter finns listade i Catalogue of Life.